# Zakaria Bakkali
Zakaria Bakkali (Liegi, 26 gennaio 1996) è un calciatore belga di origine marocchina, attaccante o ala dell'IR Tanger.

## Carriera

### Club

#### Giovanili
Nel 2008, dopo aver trascorso i suoi primi anni di calcio giovanile tra le file di Liegi e Standard Liegi, è passato alle giovanili del PSV, in cui ha militato fino al 2013, anno in cui viene promosso in prima squadra.

#### PSV Eindhoven
Nella stagione 2013-2014 gioca entrambe le partite del terzo turno preliminare di Champions League contro i connazionali dello Zulte Waregem, segnando il suo primo gol ufficiale nella gara di ritorno. Il 10 agosto, nella seconda partita di Eredivisie contro il NEC, realizza una tripletta nella vittoria finale per 5-0 diventando, a 17 anni e 196 giorni, il giocatore più giovane a segnare tre reti in una singola gara di Eredivisie. Nella prima stagione in prima squadra totalizza 24 presenze e 4 reti in tutte le competizioni.
Nella stagione 2014-2015, in seguito al rifiuto del rinnovo contrattuale, il PSV lo ha inserito nella seconda squadra. Nel gennaio 2015, inoltre, è sfumato il trasferimento agli scozzesi del Celtic. Ha lasciato il club a parametro zero al termine della stagione.

#### Spagna: Valencia e Deportivo La Coruña
Il 6 luglio 2015 è passato al Valencia a parametro zero firmando un contratto quinquennale. Il debutto ufficiale con la nuova maglia è avvenuto il 22 agosto 2015, nell'incontro di campionato Rayo Vallecano-Valencia (0-0). Ha militato nelle file del club valenciano per due stagioni, totalizzando 34 presenze e 2 reti in campionato.
Il 14 luglio 2017 è passato in prestito annuale al Deportivo La Coruña. Ha debuttato in campionato il 20 agosto 2017, in Deportivo La Coruña-Real Madrid (0-3). La stagione con il Dépor si è conclusa con 24 presenze all'attivo.

#### Belgio: Anderlecht e Beerschot
Il 4 luglio 2018 è passato all'Anderlecht, club belga. Il debutto in campionato è avvenuto il 26 agosto 2018, in Club Bruges-Anderlecht (2-1). Nella prima stagione con il club belga riesce a collezionare 22 presenze e 3 reti. Nelle successive due stagioni riesce a disputare appena 6 incontri, a causa di un infortunio al ginocchio. Il 1º febbraio 2021 si è trasferito in prestito con diritto di riscatto al Beerschot. Il debutto con la nuova maglia è avvenuto il successivo 4 aprile, nell'incontro di campionato Cercle Brugge-Beerschot (2-1). Al termine della stagione il Beerschot non lo ha riscattato. Nella stagione successiva ha militato nell'Anderlecht, ma non ha collezionato alcuna presenza.

#### RKC Waalwijk
Il 3 agosto 2022 si è trasferito al RKC Waalwijk, con cui ha firmato un contratto biennale. Con questo trasferimento è tornato a giocare nel campionato olandese dopo l'esperienza al PSV. Ha debuttato con la nuova maglia l'11 settembre 2022, nell'incontro di campionato PSV-RKC Waalwijk (1-0).

### Nazionale
Ha compiuto tutta la trafila delle nazionali giovanili belga fino a raggiungere l'Under-21 nel 2012 a soli 16 anni.
Il calciatore, di origini marocchine, poteva scegliere fra la nazionale belga e quella marocchina. Per bloccarlo in prospettiva futura, il commissario tecnico della nazionale belga Wilmots lo ha convocato l'8 agosto 2013, in vista dell'amichevole contro la Francia. Il calciatore, però, è costretto a rinunciare a causa di un infortunio. Convocato nuovamente il 29 agosto, ha debuttato con la selezione belga il successivo 15 ottobre, in Belgio-Galles (1-1), subentrando a Kevin Mirallas al minuto 78.

## Statistiche

### Presenze e reti nei club
Statistiche aggiornate al 22 settembre 2023.
| Stagione          | Club                | Campionato        | Campionato | Campionato | Coppe nazionali | Coppe nazionali | Coppe nazionali | Coppe continentali | Coppe continentali | Coppe continentali | Altre coppe | Altre coppe | Altre coppe | Totale | Totale |
| Stagione          | Club                | Comp              | Pres       | Reti       | Comp            | Pres            | Reti            | Comp               | Pres               | Reti               | Comp        | Pres        | Reti        | Pres   | Reti   |
| ----------------- | ------------------- | ----------------- | ---------- | ---------- | --------------- | --------------- | --------------- | ------------------ | ------------------ | ------------------ | ----------- | ----------- | ----------- | ------ | ------ |
| 2013-2014         | PSV                 | E                 | 16         | 3          | KNVBB           | 2               | 0               | UCL+EL             | 2+4                | 1+0                | -           | -           | -           | 24     | 4      |
| 2014-2015         | Jong PSV            | ED                | 5          | 1          | -               | -               | -               | -                  | -                  | -                  | -           | -           | -           | 6      | 1      |
| 2015-2016         | Valencia            | PD                | 16         | 1          | CR              | 3               | 0               | -                  | -                  | -                  | -           | -           | -           | 19     | 1      |
| 2016-2017         | Valencia            | PD                | 18         | 1          | CR              | 3               | 1               | -                  | -                  | -                  | -           | -           | -           | 21     | 2      |
| Totale Valencia   | Totale Valencia     | Totale Valencia   | 34         | 2          |                 | 6               | 1               |                    | -                  | -                  |             | -           | -           | 40     | 3      |
| 2017-2018         | Deportivo La Coruña | PD                | 23         | 0          | CR              | 1               | 0               | -                  | -                  | -                  | -           | -           | -           | 24     | 0      |
| 2018-2019         | Anderlecht          | PL                | 17+1       | 1+0        | CB              | 0               | 0               | EL                 | 4                  | 2                  | -           | -           | -           | 22     | 3      |
| 2019-2020         | Anderlecht          | PL                | 4          | 1          | CB              | 0               | 0               | -                  | -                  | -                  | -           | -           | -           | 4      | 1      |
| 2020-gen. 2021    | Anderlecht          | PL                | 2          | 0          | CB              | 0               | 0               | -                  | -                  | -                  | -           | -           | -           | 2      | 0      |
| Totale Anderlecht | Totale Anderlecht   | Totale Anderlecht | 24         | 2          |                 | 0               | 0               |                    | 4                  | 2                  |             | -           | -           | 28     | 4      |
| gen.-giu. 2021    | Beerschot           | PL                | 4          | 0          | CB              | 0               | 0               | -                  | -                  | -                  | -           | -           | -           | 4      | 0      |
| 2021-2022         | Anderlecht          | PL                | 0          | 0          | CB              | 0               | 0               | ECL                | 0                  | 0                  | -           | -           | -           | 0      | 0      |
| 2022-2023         | Waalwijk            | E                 | 18         | 3          | KNVBB           | 1               | 0               | -                  | -                  | -                  | -           | -           | -           | 19     | 3      |
| 2023-2024         | Waalwijk            | E                 | 5          | 0          | KNVBB           | 0               | 0               | -                  | -                  | -                  | -           | -           | -           | 19     | 3      |
| Totale Anderlecht | Totale Anderlecht   | Totale Anderlecht | 23         | 3          |                 | 1               | 0               |                    | -                  | -                  |             | -           | -           | 24     | 3      |
| Totale carriera   | Totale carriera     | Totale carriera   | 129        | 11         |                 | 10              | 1               |                    | 10                 | 3                  |             | 0           | 0           | 149    | 15     |

### Cronologia presenze e reti in nazionale
| Cronologia completa delle presenze e delle reti in nazionale ― Belgio | Cronologia completa delle presenze e delle reti in nazionale ― Belgio | Cronologia completa delle presenze e delle reti in nazionale ― Belgio | Cronologia completa delle presenze e delle reti in nazionale ― Belgio | Cronologia completa delle presenze e delle reti in nazionale ― Belgio | Cronologia completa delle presenze e delle reti in nazionale ― Belgio | Cronologia completa delle presenze e delle reti in nazionale ― Belgio | Cronologia completa delle presenze e delle reti in nazionale ― Belgio |
| Data                                                                  | Città                                                                 | In casa                                                               | Risultato                                                             | Ospiti                                                                | Competizione                                                          | Reti                                                                  | Note                                                                  |
| --------------------------------------------------------------------- | --------------------------------------------------------------------- | --------------------------------------------------------------------- | --------------------------------------------------------------------- | --------------------------------------------------------------------- | --------------------------------------------------------------------- | --------------------------------------------------------------------- | --------------------------------------------------------------------- |
| 15-10-2013                                                            | Bruxelles                                                             | Belgio                                                                | 1 – 1                                                                 | Galles                                                                | Qual. Mondiali 2014                                                   | -                                                                     | 78’                                                                   |
| 10-10-2015                                                            | Andorra la Vella                                                      | Andorra                                                               | 1 – 4                                                                 | Belgio                                                                | Qual. Euro 2016                                                       | -                                                                     | 79’                                                                   |
| Totale                                                                |                                                                       | Presenze                                                              | 2                                                                     |                                                                       | Reti                                                                  | 0                                                                     |                                                                       |

## Palmarès

### Club

#### Competizioni nazionali
- Campionato olandese: 1

PSV: 2014-2015